# Halicnemia salomonensis
Halicnemia salomonensis är en svampdjursart som beskrevs av Arthur Dendy 1922. Halicnemia salomonensis ingår i släktet Halicnemia och familjen Heteroxyidae.
Artens utbredningsområde är Indiska oceanen. Inga underarter finns listade i Catalogue of Life.